# Ik ga slapen, ik ben moe
Ik ga slapen, ik ben moe is een christelijk kinderliedje dat gezongen wordt als gebed voor het slapengaan.
De tekst is gebaseerd op het gedicht Müde bin ich van de Duitse schrijfster Luise Hensel (1798–1876). Haar broer Wilhelm was de zwager van componist Felix Mendelssohn Bartholdy. Luise had zich op 20-jarige leeftijd bekeerd tot het rooms-katholicisme. Zij schreef het gedicht in het Kasteel Knippenburg. Dit was eigendom van Friedrich Carl Devens, een vriend van de familie. Luise verbleef daar elk jaar een aantal weken. Volgens sommige bronnen heeft ze het gedicht geschreven terwijl ze ziek in bed lag. Later zijn de woorden op de melodie van het kinderliedje Taler, Taler, du musst wandern gezet.
De bekendste Nederlandse bewerking is van de hand van de predikant Jan de Liefde (1814–1869). Later zijn er meer versies gemaakt. In Nederland wordt het op een aangepaste versie van de melodie van Taler, Taler gezongen.

## Tekst
| Duits (Luise Hensel) | Nederlands (Jan de Liefde) |
| --- | --- |
| Müde bin ich, geh' zur Ruh', Schließe beide Äuglein zu; Vater, laß die Augen dein Über meinem Bette sein! Hab' ich Unrecht heut' gethan, Sieh' es, lieber Gott, nicht an! Deine Gnad' und Jesu Blut Macht ja allen Schaden gut. Alle, die mir sind verwandt, Gott, laß ruhn in deiner Hand! Alle Menschen, groß und klein, Sollen dir befohlen sein. Kranken Herzen sende Ruh', Nasse Augen schließe zu; Laß den Mond am Himmel stehn Und die stille Welt besehn! | Ik ga slapen, ik ben moe, 'k sluit mijn beide oogjes toe, Heere houd ook deze nacht, over mij getrouw de wacht. 't Boze dat ik heb gedaan, zie het Heere toch niet aan. Schoon mijn zonden vele zijn, maak om Jezus wil mij rein. Zorg voor arme kind'ren Heer', en herstel de zieken weer. Ja, voor alle mensen saâm, bid ik U in Jezus naam. Doe mij dankbaar en gezond, opstaan in de morgenstond. Als 'k mijn oogjes open doe, lacht Uw zon mij vriend'lijk toe. |